# Marguerite de La Rocque
Marguerite de La Rocque de Roberval (fl 1536-1542) était une Française qui a passé quelques années sur l'île des Démons, dans le golfe du Saint-Laurent, au large des côtes de Terre-Neuve (une île maintenant considérée comme une île mythique). Elle est devenue célèbre après son sauvetage et son retour en France. Son histoire est racontée dans L'Heptaméron par la reine Marguerite de Navarre (1492-1549), et dans l'histoire plus tard écrite par François de Belleforest et André Thevet.

## Début de sa vie
Les lieu et date de naissance de Marguerite de la Rocque sont inconnus, mais l'enregistrement atteste sa déclaration de féauté et hommage en 1536 pour ses terres en Périgord et Languedoc. Elle a été co-seigneuresse de Pontpoint, parente avec Jean-François de La Rocque de Roberval, un noble corsaire favorisé par François Ier. La relation exacte avec J.F. de la Rocque reste incertaine. André Thevet Roberval était son oncle, tandis que François de Belleforest a indiqué qu'ils étaient frère et sœur. L'historienne Elizabeth Boyer suggère qu'ils étaient en fait des cousins.

## Son voyage

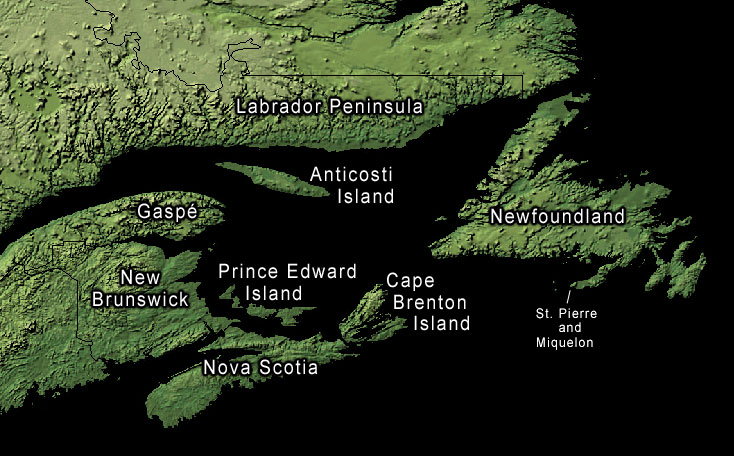
Le Golfe du Saint-Laurent. L'île des démons est réputé pour être au large de la côte nord de la péninsule Great Northern de Terre-Neuve.

En 1541, Roberval était fait Gouverneur de la Nouvelle-France et partit l'année suivante pour le Nouveau Monde, accompagné de Marguerite qui était encore jeune et célibataire. Pendant le voyage, elle devint la maîtresse d'un jeune homme. Mécontent de la relation de sa jeune parente, Roberval abandonna Marguerite de Roberval sur l'Île des Démons, près de la rivière Saint-Paul. Peut-être motivé par sa forte moralité calviniste, il est probable qu'il était également motivé par la cupidité financière, étant donné que ses dettes étaient élevées et la mort de Marguerite aurait été à son avantage. On abandonna aussi l'amant de Marguerite et sa servante Damienne. Dans le Heptaméron, la Reine de Navarre prétend que l'amant devait passer en premier, avec Marguerite qui avait décidé de le rejoindre ; Thevet prétend que le jeune homme aurait nagé jusqu'à Marguerite pour la rejoindre.
L'amant de Marguerite est intentionnellement non identifié au début tandis que les histoires relatées par la reine de Navarre le présentent comme travailleur non qualifié, en partie pour cacher son identité et préserver la réputation de sa famille aristocratique.
S'il est peu probable qu'elle était enceinte lors de son premier abandon, Marguerite a donné naissance à un enfant pendant son séjour sur l'île. Le bébé est mort, de même que le jeune homme et la servante. Il est probable que la raison de la mort de l'enfant ait été l'insuffisance de lait, l'alimentation de Marguerite étant appauvrie. Marguerite survécut grâce à la chasse d'animaux sauvages et fut secourue par des marins pêcheurs basques, quelques années plus tard.
L'île des démons (ou esprits) fait partie d'un groupe plus tard connu comme les îles de la Demoiselle, sans doute après le séjour de Marguerite. Plus précisément, l'île est maintenant connue sous le nom de l'île de l'hôpital (ou île de Harrington), où la tradition orale est en mesure d'identifier la grotte où Marguerite s'est abritée. Le récit de Thevet, considéré comme plus précis quant aux événements historiques connus, localise l'île près de l'embouchure de la rivière Saint-Paul, près de l'actuelle île de la Demoiselle.

## Sa vie plus tard
De retour en France après son sauvetage, Marguerite atteint une certaine célébrité quand son histoire est enregistrée par la Reine de Navarre (1492-1549) dans son ouvrage Heptaméron (publié à titre posthume en 1558), et François de Belleforest histoires tragiques (5e volume, 1570) et, plus tard, André Thevet Cosmographie. Elle devient institutrice et s'installe à Nontron, vivant au Château de La Mothe. Il n'y a de trace d'aucune action ou d'accusation portée contre Roberval (mort en 1560) par elle. La date et le lieu de sa mort ne sont pas connus.

## Postérité
L'île de la Demoiselle, située dans l'archipel du Vieux Fort à 30 km à l'est de Lourdes-de-Blanc-Sablon doit son nom à cette histoire. Le nom de l'île apparait comme Isles de la Damoiselle dans la Cosmographie universelle de Jean Alphonse. Elle apparait sous le nom de Isles a la damoiselle sur la carte universelle de Mercator de 1569.
L'écrivaine et juriste américaine Elisabeth Boyer (1913-2002) a écrit un roman historique A Colony of One - History of a Brave Woman, publié à compte d'auteur  (ISBN 9780915964055).
La journaliste suédoise Karolina Ramqvist (en) (1976-) publie en 2019 un roman retraçant le peu du parcours connu de Marguerite de La Roque, Björnkvinnan  (ISBN 978-91-1308449-7) (traduit en français sous le titre La Femme Ourse, 2021  (ISBN 978-2-283-03437-8)).
En 2025, un troisième roman s'inspire de la vie de Marguerite de La Roque : il s'agit d'Isola, de l'écrivaine américaine Allegra Goodman, paru aux éditions Dial Press.

## Sources
- Leslie, Edward E. ; Seagrave, Sterling ; (1998) Desperate Journeys, Abandoned Souls: True Stories of Castaways and Other Survivors, Houghton Mifflin Books,  (ISBN 978-0-395-91150-1), excerpts available online
- Schlesinger, Roger ; Stabler, Arthur Phillips ; Thevet, Andre ; (1986)  André Thevet's North America: a sixteenth-century view, McGill-Queen's Press,  (ISBN 978-0-7735-0587-2), excerpts available online